# 单球芹属
单球芹属（学名：Haplosphaera）是伞形科下的一个属，为多年生草本植物。该属共有单球芹（Haplosphaera phaea）等2种，分布于中国西南部。